# Demografía de Serbia

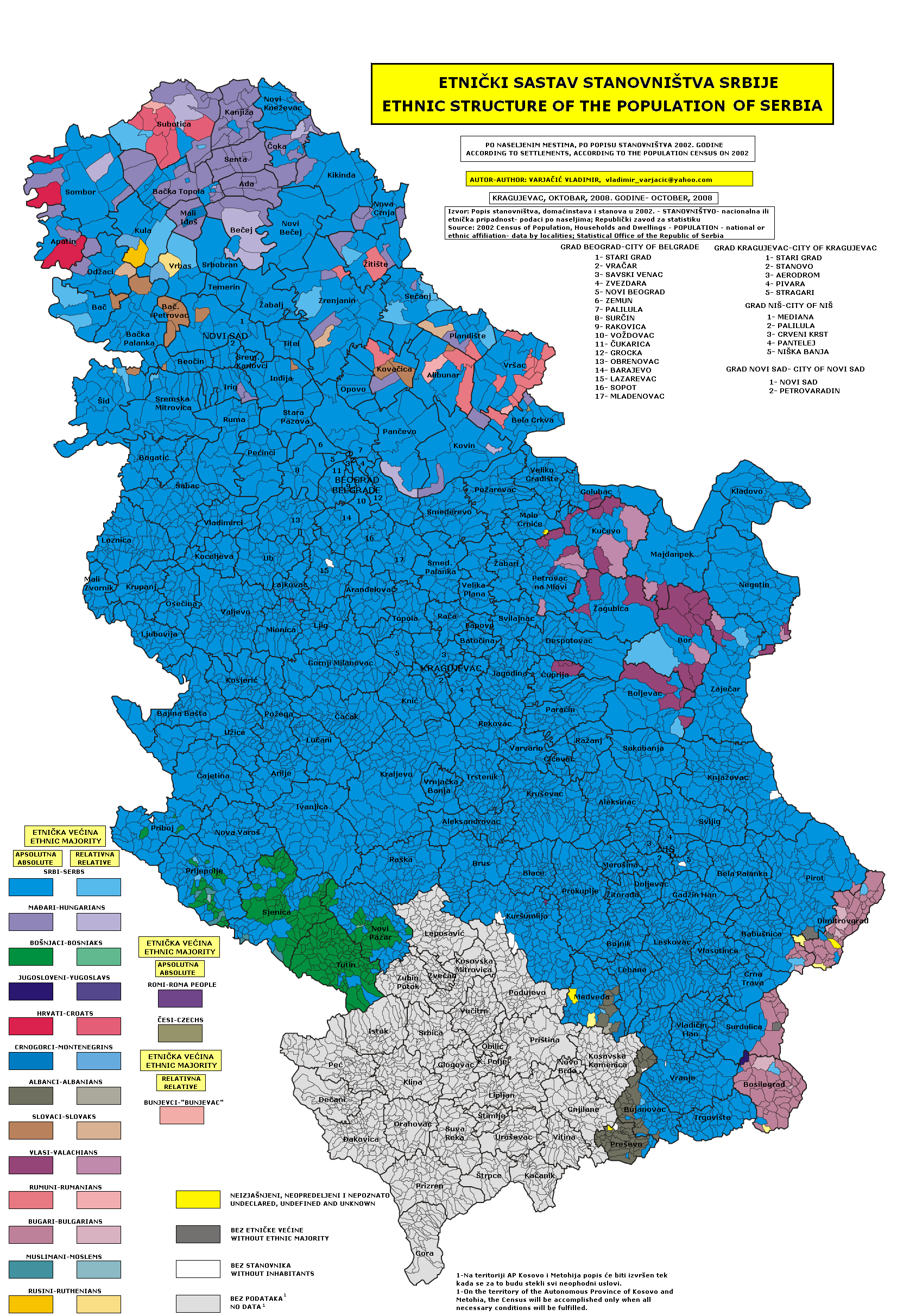
Mapa étnico de Serbia según el censo de 2002:
serbios
húngaros
bosnios
croatas
albaneses
eslovacos
sin datos

Mapa de religión mayoritaria por distritos. La intensidad del color rojo marca el porcentaje de población perteneciente a la Iglesia ortodoxa serbia. Kosovo (donde el 90 % de la población es musulmana) aparece en gris.

Los datos de demografía de Serbia son muy variables debido a los últimos acontecimientos ocurridos en la antigua Yugoslavia, que arrojan un importante censo de población flotante formada, sobre todo, por refugiados de otras ex repúblicas que se desplazaron a Serbia y no constan en ningún censo. Durante la Guerra de Kosovo se produjo una avalancha de refugiados serbios (denunciada por ACNUR) que abandonaron territorio kosovar y se instalaron en Serbia. Estos refugiados (se estima que doscientos mil, aunque el Gobierno serbio cree que son muchos más) no figuran en ningún censo, ya que el último censo oficial fue realizado en 2002, y en el mismo no se incluyeron datos de Kosovo. El siguiente censo se realizó en 2011 y dio como resultado una población de 7.186.862 habitantes, con una proyección estimada para el 2017 de 7.058.322 habitantes.

## Población
La población de Serbia presentó un aumento progresivo hasta fines de la década de 1990. Tras la caída del bloque soviético y la participación del país en la Guerra de los Balcanes, la población comenzó un progresivo descenso, perdiendo aproximadamente casi un millón de personas desde 1990 hasta el 2021 (7.897.000 a 6.926.705 habitantes)

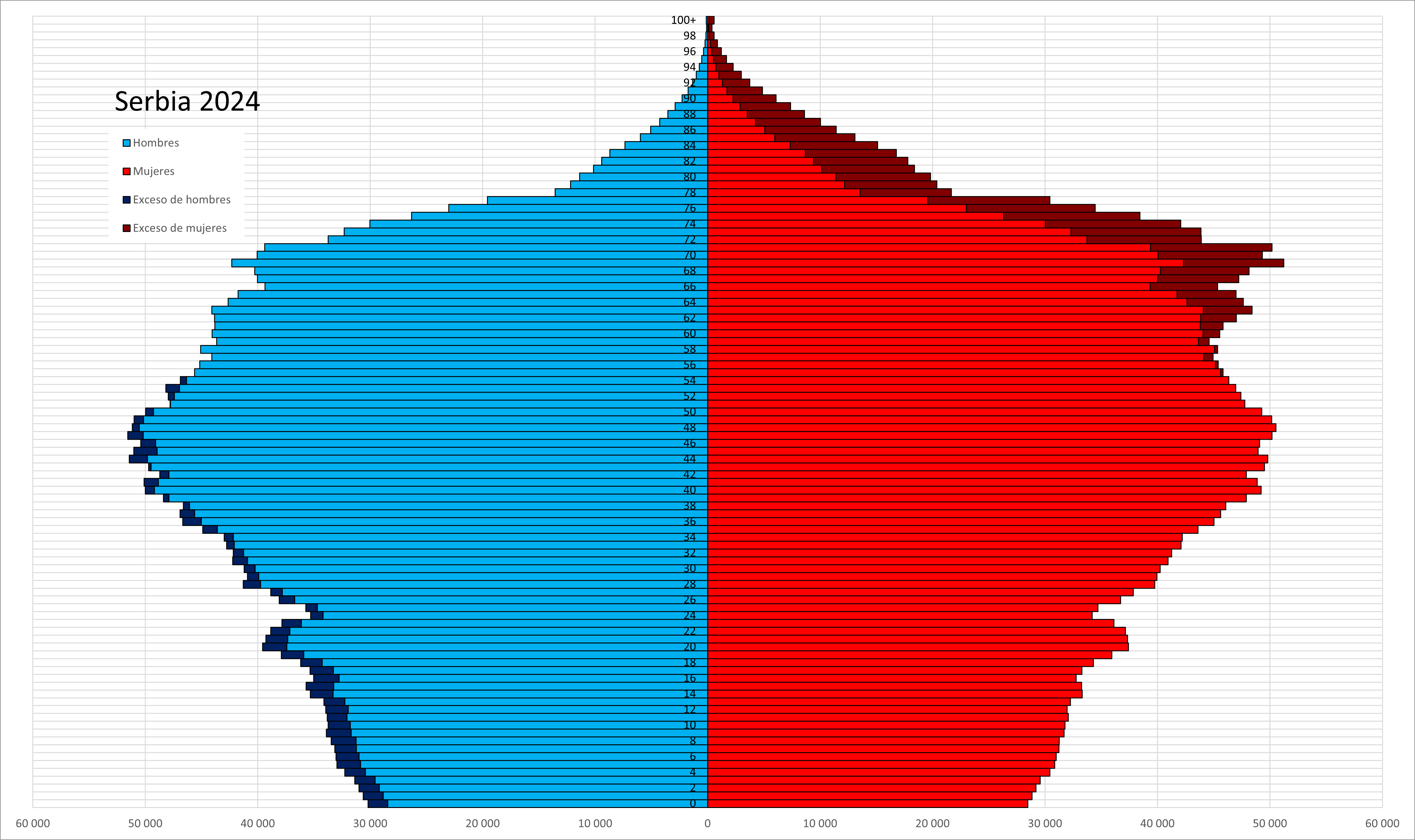
Pirámide poblacional de Serbia en 2024, excluyendo Kosovo

### Ciudades más habitadas
Según los datos del censo de 2002, las ciudades más habitadas de Serbia y Kosovo son las siguientes:
- Belgrado: 1 576 124 h.
- Priština: 550 000 h (capital de la autoproclamada República de Kosovo)
- Novi Sad: 299 294 h.
- Niš: 250 518 h.
- Kragujevac: 175 802 h.
- Leskovac: 156 252 h.
- Subotica: 148 401 h.
- Pančevo: 127 162 h.

### Grupos étnicos
Según los últimos censos, las principales etnias que habitaban el territorio de Serbia eran las siguientes, en número de individuos:
| \| Serbia (excluyendo Kosovo) en 2011 \| Serbia (excluyendo Kosovo) en 2011 \| Serbia (excluyendo Kosovo) en 2011 \| Serbia (excluyendo Kosovo) en 2011 \| Serbia (excluyendo Kosovo) en 2011 \| \| ---------------------------------- \| ---------------------------------- \| ---------------------------------- \| ---------------------------------- \| ---------------------------------- \| \| \| \| \| \| \| \| Serbios \| Serbios \| \| 83.3 % \| 83.3 % \| \| Húngaros \| Húngaros \| \| 3.5 % \| 3.5 % \| \| Rumanos \| Rumanos \| \| 2.1 % \| 2.1 % \| \| Bosnios \| Bosnios \| \| 2 % \| 2 % \| \| Croatas \| Croatas \| \| 0.8 % \| 0.8 % \| \| Eslovacos \| Eslovacos \| \| 0.7 % \| 0.7 % \| \| otros \| otros \| \| 5.3 % \| 5.3 % \| \| unspecified \| unspecified \| \| 2.2 % \| 2.2 % \| |             |  |        |        |
| Serbia (excluyendo Kosovo) en 2011 |             |  |        |        |
| |             |  |        |        |
| Serbios | Serbios     |  | 83.3 % | 83.3 % |
| Húngaros | Húngaros    |  | 3.5 %  | 3.5 %  |
| Rumanos | Rumanos     |  | 2.1 %  | 2.1 %  |
| Bosnios | Bosnios     |  | 2 %    | 2 %    |
| Croatas | Croatas     |  | 0.8 %  | 0.8 %  |
| Eslovacos | Eslovacos   |  | 0.7 %  | 0.7 %  |
| otros | otros       |  | 5.3 %  | 5.3 %  |
| unspecified | unspecified |  | 2.2 %  | 2.2 %  |

| Etnia group         | censo 1948 | censo 1948 | censo 1953 | censo 1953 | censo 1961 | censo 1961 | censo 1971 | censo 1971 | censo 1981 | censo 1981 | censo 1991 | censo 1991 | censo 2002 | censo 2002 | censo 2011 | censo 2011 |
| Etnia group         | Número     | %          | Número     | %          | Número     | %          | Número     | %          | Número     | %          | Número     | %          | Número     | %          | Número     | %          |
| ------------------- | ---------- | ---------- | ---------- | ---------- | ---------- | ---------- | ---------- | ---------- | ---------- | ---------- | ---------- | ---------- | ---------- | ---------- | ---------- | ---------- |
| Serbios             | 4,651,819  | 80.2       | 4,963,070  | 80.4       | 5,477,670  | 82.0       | 5,788,547  | 80.4       | 5,972,661  | 77.3       | 6,252,405  | 79.9       | 6,212,838  | 82.9       | 5,988,150  | 83.3       |
| Húngaros            | 433,618    | 7.5        | 441,748    | 7.2        | 449,377    | 6.7        | 430,145    | 6.0        | 390,321    | 5.0        | 343,800    | 4.4        | 293,299    | 3.9        | 253,899    | 3.5        |
| Romanos             | 40,951     | 0.7        | 46,896     | 0.8        | 6,624      | 0.1        | 35,301     | 0.5        | 76,833     | 1.0        | 94,492     | 1.2        | 108,193    | 1.4        | 147,604    | 2.1        |
| musulmanes          | 7,636      | 0.1        | 74,840     | 1.2        | 85,441     | 1.3        | 127,973    | 1.8        | 156,604    | 2.0        | 180,222    | 2.3        | 19,503     | 0.3        | 22,301     | 0.3        |
| Bosnios             | 7,636      | 0.1        | 74,840     | 1.2        | 85,441     | 1.3        | 127,973    | 1.8        | 156,604    | 2.0        | 180,222    | 2.3        | 136,087    | 1.8        | 145,278    | 2.0        |
| Croatas             | 164,574    | 2.8        | 167,045    | 2.7        | 189,158    | 2.8        | 176,649    | 2.5        | 140,650    | 1.8        | 97,344     | 1.2        | 70,602     | 0.9        | 57,900     | 0.8        |
| Eslovacos           | 73,138     | 1.3        | 75,006     | 1.2        | 77,816     | 1.2        | 76,707     | 1.1        | 73,170     | 0.9        | 66,772     | 0.9        | 59,021     | 0.8        | 52,750     | 0.7        |
| Albanos             | 33,769     | 0.6        | 40,954     | 0.7        | 53,167     | 0.8        | 68,593     | 1.0        | 76,296     | 1.0        | 78,281     | 1.0        | 61,647     | 0.8        | 5,809      | 0.1        |
| Montenegrinos       | 46,810     | 0.8        | 54,718     | 0.9        | 67,165     | 1.0        | 93,705     | 1.3        | 120,438    | 1.6        | 118,934    | 1.5        | 69,049     | 0.9        | 38,527     | 0.5        |
| Vlachs              | 93,440     | 1.6        | 28,047     | 0.5        | 1,367      | 0.0        | 14,719     | 0.2        | 25,592     | 0.3        | 17,804     | 0.2        | 40,054     | 0.5        | 35,330     | 0.5        |
| Rumanos             | 63,112     | 1.1        | 59,689     | 1.0        | 59,492     | 0.9        | 57,399     | 0.8        | 53,676     | 0.7        | 42,316     | 0.5        | 34,576     | 0.5        | 29,332     | 0.4        |
| Yugoeslavos         |            |            |            |            | 14,873     | 0.2        | 122,904    | 1.7        | 439,265    | 5.7        | 320,168    | 4.1        | 80,721     | 1.1        | 23,303     | 0.3        |
| Macedonios          | 17,391     | 0.3        | 26,305     | 0.4        | 35,146     | 0.5        | 41,627     | 0.6        | 47,930     | 0.6        | 45,068     | 0.6        | 25,847     | 0.3        | 22,755     | 0.3        |
| Bulgaros            | 59,395     | 1.0        | 60,146     | 1.0        | 58,243     | 0.9        | 53,536     | 0.7        | 33,294     | 0.4        | 26,698     | 0.3        | 20,497     | 0.3        | 18,543     | 0.3        |
| Others /unspecified | 114,493    | 2.0        | 132,549    | 2.1        | 102,700    | 1.5        | 115,093    | 1.6        | 122,506    | 1.6        | 138,491    | 1.8        | 266,067    | 3.5        | 345,381    | 4.8        |
| Total               | 5,800,146  | 5,800,146  | 6,171,013  | 6,171,013  | 6,678,239  | 6,678,239  | 7,202,898  | 7,202,898  | 7,729,236  | 7,729,236  | 7,822,795  | 7,822,795  | 7,498,001  | 7,498,001  | 7,186,862  | 7,186,862  |

### Religión
La religión mayoritaria y oficial del país (sin incluir Kosovo) es la Ortodoxa serbia, seguida por un 85 % de sus habitantes. El 5,5 % son católicos, el 1,1 % protestantes, el 3,2 % musulmanes, y el 5,2 % ateos, de religión desconocida y otras. En Kosovo, aproximadamente el 90% de la población son musulmanes.

### Idioma
El idioma oficial del país es el serbio, que es hablado por el 88,3% de la población. Un 3,8 % habla húngaro, y el 1,8 % romaní. En Voivodina son cooficiales el rumano, húngaro, eslovaco, ucraniano y croata Estos datos no incluyen a Kosovo, donde son cooficiales el serbio y el albanés, que es hablado por un 90 % de la población.

## Nacimientos y defunciones

Nacimientos y defunciones en Serbia entre 1950 y 2008.

Fuente: Estadísticas oficiales de la República de Serbia
Datos para Serbia excluyendo Kosovo
|                   | Población          | Nacidos vivos | Muertes   | Cambio natural | Crude birth rate (per 1000) | Crude death rate (per 1000) | Cambio natural (por 1000) | Tasa de fertilidad   | Female fertile population (15–49 years) |
| ----------------- | ------------------ | ------------- | --------- | -------------- | --------------------------- | --------------------------- | ------------------------- | -------------------- | --------------------------------------- |
| 1950              | 5,969,977          | 163,297       | 76,851    | 86,446         | 27.4                        | 12.9                        | 14.5                      | 3.11                 | 1,667,489                               |
| 1951              | 6,045,982          | 145,197       | 80,034    | 65,163         | 24.0                        | 13.2                        | 10.8                      | 2.70                 | 1,679,515                               |
| 1952              | 6,106,976          | 161,306       | 67,870    | 93,436         | 26.4                        | 11.1                        | 15.3                      | 2.94                 | 1,691,530                               |
| 1953              | 6,186,015          | 151,672       | 68,168    | 83,504         | 24.5                        | 11.0                        | 13.5                      | 2.69                 | 1,703,548                               |
| 1954              | 6,271,014          | 152,569       | 62,610    | 89,959         | 24.3                        | 10.0                        | 14.3                      | 2.66                 | 1,714,614                               |
| 1955              | 6,369,436          | 140,396       | 65,179    | 75,217         | 22.0                        | 10.2                        | 11.8                      | 2.42                 | 1,725,685                               |
| 1956              | 6,422,999          | 132,078       | 67,105    | 64,973         | 20.6                        | 10.4                        | 10.1                      | 2.26                 | 1,736,751                               |
| 1957              | 6,481,984          | 118,535       | 61,885    | 56,650         | 18.3                        | 9.5                         | 8.7                       | 2.03                 | 1,739,485                               |
| 1958              | 6,535,020          | 118,425       | 55,564    | 62,861         | 18.1                        | 8.5                         | 9.6                       | 2.05                 | 1,742,115                               |
| 1959              | 6,587,014          | 114,872       | 60,850    | 54,022         | 17.4                        | 9.2                         | 8.2                       | 2.02                 | 1,739,287                               |
| 1960              | 6,638,992          | 119,298       | 61,872    | 57,426         | 18.0                        | 9.3                         | 8.6                       | 2.12                 | 1,733,296                               |
| 1961              | 6,689,077          | 115,222       | 57,990    | 57,232         | 17.2                        | 8.7                         | 8.6                       | 2.08                 | 1,727,303                               |
| 1962              | 6,740,264          | 110,008       | 62,830    | 47,178         | 16.3                        | 9.3                         | 7.0                       | 2.03                 | 1,735,235                               |
| 1963              | 6,787,950          | 108,324       | 57,778    | 50,546         | 16.0                        | 8.5                         | 7.4                       | 2.02                 | 1,750,899                               |
| 1964              | 6,832,855          | 103,847       | 62,100    | 41,747         | 15.2                        | 9.1                         | 6.1                       | 1.96                 | 1,769,796                               |
| 1965              | 6,876,624          | 106,699       | 58,856    | 47,843         | 15.5                        | 8.6                         | 7.0                       | 2.02                 | 1,807,362                               |
| 1966              | 6,927,969          | 103,775       | 55,471    | 48,304         | 15.0                        | 8.0                         | 7.0                       | 1.98                 | 1,843,693                               |
| 1967              | 6,966,522          | 103,491       | 62,915    | 40,576         | 14.9                        | 9.0                         | 5.8                       | 1.96                 | 1,887,344                               |
| 1968              | 7,007,586          | 103,621       | 60,932    | 42,689         | 14.8                        | 8.7                         | 6.1                       | 1.95                 | 1,945,878                               |
| 1969              | 7,123,249          | 105,478       | 68,152    | 37,326         | 14.8                        | 9.6                         | 5.2                       | 1.93                 | 1,972,004                               |
| 1970              | 7,164,993          | 102,453       | 67,211    | 35,242         | 14.3                        | 9.4                         | 4.9                       | 1.81                 | 2,012,702                               |
| 1971              | 7,211,716          | 104,070       | 65,872    | 38,198         | 14.4                        | 9.1                         | 5.3                       | 1.83                 | 2,020,324                               |
| 1972              | 7,267,030          | 106,859       | 70,822    | 36,037         | 14.7                        | 9.7                         | 5.0                       | 1.83                 | 2,019,717                               |
| 1973              | 7,322,344          | 108,361       | 67,152    | 41,209         | 14.8                        | 9.2                         | 5.6                       | 1.84                 | 2,036,056                               |
| 1974              | 7,377,659          | 110,458       | 66,457    | 44,001         | 15.0                        | 9.0                         | 6.0                       | 1.86                 | 2,020,513                               |
| 1975              | 7,432,973          | 112,945       | 69,590    | 43,355         | 15.2                        | 9.4                         | 5.8                       | 1.88                 | 2,010,021                               |
| 1976              | 7,488,287          | 114,035       | 68,565    | 45,470         | 15.2                        | 9.2                         | 6.1                       | 1.89                 | 2,002,713                               |
| 1977              | 7,543,601          | 111,510       | 68,924    | 42,586         | 14.8                        | 9.1                         | 5.6                       | 1.86                 | 1,994,191                               |
| 1978              | 7,598,916          | 110,622       | 71,986    | 38,636         | 14.6                        | 9.5                         | 5.1                       | 1.86                 | 1,974,022                               |
| 1979              | 7,654,230          | 109,953       | 72,306    | 37,647         | 14.4                        | 9.4                         | 4.9                       | 1.87                 | 1,986,006                               |
| 1980              | 7,709,544          | 109,597       | 76,180    | 33,417         | 14.2                        | 9.9                         | 4.3                       | 1.86                 | 1,997,988                               |
| 1981              | 7,736,787          | 103,407       | 78,086    | 25,321         | 13.4                        | 10.1                        | 3.3                       | 1.76                 | 1,977,061                               |
| 1982              | 7,763,335          | 106,575       | 78,473    | 28,102         | 13.7                        | 10.1                        | 3.6                       | 1.84                 | 1,947,609                               |
| 1983              | 7,788,100          | 108,003       | 83,506    | 24,497         | 13.9                        | 10.7                        | 3.1                       | 1.89                 | 1,914,434                               |
| 1984              | 7,813,549          | 107,036       | 82,742    | 24,294         | 13.7                        | 10.6                        | 3.1                       | 1.90                 | 1,921,422                               |
| 1985              | 7,835,902          | 101,938       | 81,836    | 20,102         | 13.0                        | 10.4                        | 2.6                       | 1.84                 | 1,920,627                               |
| 1986              | 7,853,824          | 99,419        | 83,977    | 15,442         | 12.7                        | 10.7                        | 2.0                       | 1.82                 | 1,911,361                               |
| 1987              | 7,868,027          | 98,279        | 83,426    | 14,853         | 12.5                        | 10.6                        | 1.9                       | 1.82                 | 1,919,612                               |
| 1988              | 7,884,218          | 97,471        | 83,616    | 13,855         | 12.4                        | 10.6                        | 1.8                       | 1.82                 | 1,899,146                               |
| 1989              | 7,893,787          | 91,270        | 85,256    | 6,014          | 11.6                        | 10.8                        | 0.8                       | 1.72                 | 1,895,541                               |
| 1990              | 7,897,937          | 90,467        | 85,515    | 4,952          | 11.5                        | 10.8                        | 0.6                       | 1.72                 | 1,899,883                               |
| 1991              | 7,824,589          | 90,378        | 89,072    | 1,306          | 11.6                        | 11.4                        | 0.2                       | 1.82                 | 1,813,520                               |
| 1992              | 7,787,897          | 86,877        | 93,475    | -6,598         | 11.2                        | 12.0                        | -0.8                      | 1.76                 | 1,821,688                               |
| 1993              | 7,751,205          | 87,931        | 95,121    | -7,190         | 11.3                        | 12.3                        | -0.9                      | 1.78                 | 1,833,456                               |
| 1994              | 7,714,513          | 85,292        | 93,011    | -7,719         | 11.1                        | 12.1                        | -1.0                      | 1.72                 | 1,846,610                               |
| 1995              | 7,677,821          | 86,236        | 93,933    | -7,697         | 11.2                        | 12.2                        | -1.0                      | 1.74                 | 1,860,970                               |
| 1996              | 7,641,129          | 82,548        | 98,370    | -15,822        | 10.8                        | 12.9                        | -2.1                      | 1.66                 | 1,868,882                               |
| 1997              | 7,604,437          | 79,716        | 98,068    | -18,352        | 10.5                        | 12.9                        | -2.4                      | 1.61                 | 1,864,628                               |
| 1998              | 7,567,745          | 76,330        | 99,376    | -23,046        | 10.1                        | 13.1                        | -3.0                      | 1.54                 | 1,855,228                               |
| 1999              | 7,540,401          | 72,222        | 101,444   | -29,222        | 9.6                         | 13.5                        | -3.9                      | 1.46                 | 1,844,875                               |
| 2000              | 7,516,346          | 73,764        | 104,042   | -30,278        | 9.8                         | 13.8                        | -4.0                      | 1.48                 | 1,831,994                               |
| 2001              | 7,503,433          | 78,435        | 99,008    | -20,573        | 10.5                        | 13.2                        | -2.7                      | 1.58                 | 1,821,493                               |
| 2002              | 7,500,031          | 78,101        | 102,785   | -24,684        | 10.4                        | 13.7                        | -3.3                      | 1.57                 | 1,810,526                               |
| 2003              | 7,480,591          | 79,025        | 103,946   | -24,921        | 10.6                        | 13.9                        | -3.3                      | 1.59                 | 1,789,668                               |
| 2004              | 7,463,157          | 78,186        | 104,320   | -26,134        | 10.5                        | 14.0                        | -3.5                      | 1.57                 | 1,770,053                               |
| 2005              | 7,440,769          | 72,180        | 106,771   | -34,591        | 9.7                         | 14.3                        | -4.6                      | 1.45                 | 1,750,845                               |
| 2006              | 7,411,569          | 70,997        | 102,884   | -31,887        | 9.6                         | 13.9                        | -4.3                      | 1.43                 | 1,733,316                               |
| 2007              | 7,381,579          | 68,102        | 102,805   | -34,703        | 9.2                         | 13.9                        | -4.7                      | 1.38                 | 1,718,428                               |
| 2008              | 7,350,222          | 69,083        | 102,711   | -33,628        | 9.4                         | 14.0                        | -4.6                      | 1.41                 | 1,704,735                               |
| 2009              | 7,320,807          | 70,299        | 104,000   | -33,701        | 9.6                         | 14.2                        | -4.6                      | 1.44                 | 1,691,363                               |
| 2010              | 7,291,436          | 68,304        | 103,211   | -34,907        | 9.4                         | 14.2                        | -4.8                      | 1.41                 | 1,677,562                               |
| 2011              | 7,236,519          | 65,598        | 102,935   | -37,337        | 9.1                         | 14.2                        | -5.2                      | 1.40                 | 1,632,708                               |
| 2012              | 7,201,497          | 67,257        | 102,400   | -35,143        | 9.3                         | 14.2                        | -4.9                      | 1.45                 | 1,615,898                               |
| 2013              | 7,166,552          | 65,554        | 100,300   | -34,746        | 9.1                         | 14.0                        | -4.8                      | 1.43                 | 1,599,129                               |
| 2014              | 7,131,787          | 66,461        | 101,247   | -34,786        | 9.3                         | 14.2                        | -4.9                      | 1.47                 | 1,582,643                               |
| 2015              | 7,095,383          | 65,657        | 103,678   | -38,021        | 9.3                         | 14.6                        | -5.4                      | 1.46                 | 1,566,064                               |
| 2016              | 7,058,322          | 64,734        | 100,834   | -36,100        | 9.2                         | 14.3                        | -5.1                      | 1.46                 | 1,550,651                               |
| 2017              | 7,020,858          | 64,894        | 103,722   | -38,828        | 9.2                         | 14.8                        | -5.5                      | 1.48                 | 1,537,044                               |
| 2018              | 6,982,604          | 63,975        | 101,655   | -37,680        | 9.2                         | 14.6                        | -5.4                      | 1.48                 | 1,523,675                               |
| 2019              | 6,945,235          | 64,399        | 101,458   | -37,059        | 9.3                         | 14.6                        | -5.3                      | 1.52                 | 1,510,363                               |
| 2020p             | 6,926,705          | 61,693        | 114,954   | -53,261        |                             |                             |                           |                      |                                         |
|                   | Average population | Live births   | Deaths    | Natural change | Crude birth rate (per 1000) | Crude death rate (per 1000) | Natural change (per 1000) | Total fertility rate | Female fertile population (15–49 years) |
| Total 1950-2018   |                    | 6,760,974     | 5,681,634 | 1,079,340      | 934.3                       | 785.1                       | 149.1                     |                      |                                         |
| Average 1950-2018 | 7,236,775          | 97,985        | 82,343    | 15,643         | 13.5                        | 11.4                        | 2.2                       | 1.86                 | 1,813,209                               |

## Referencias

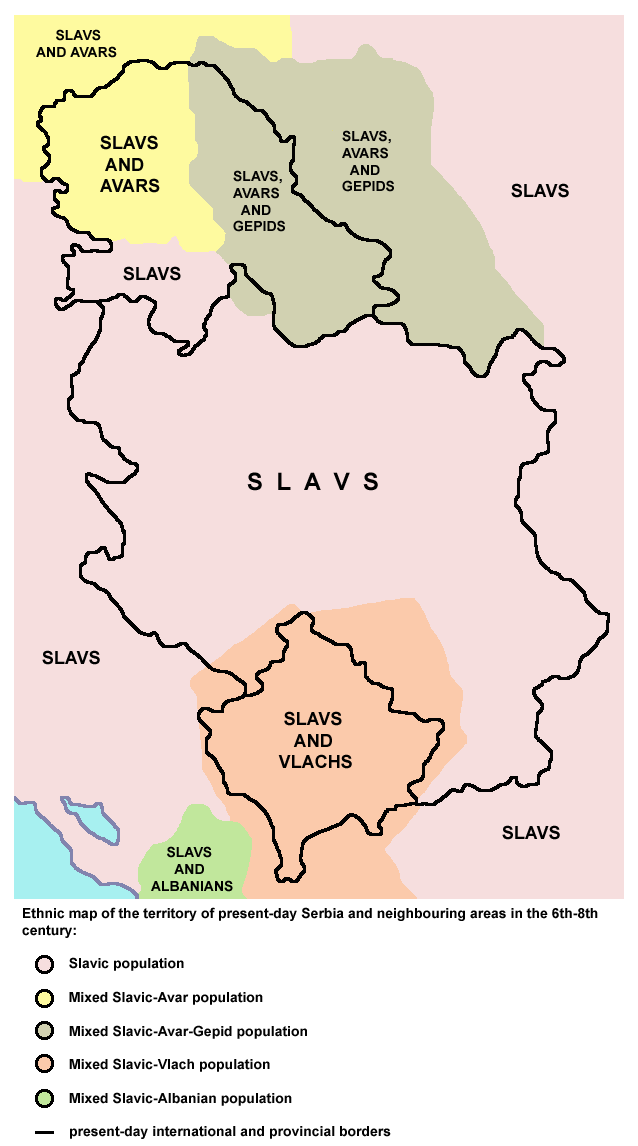
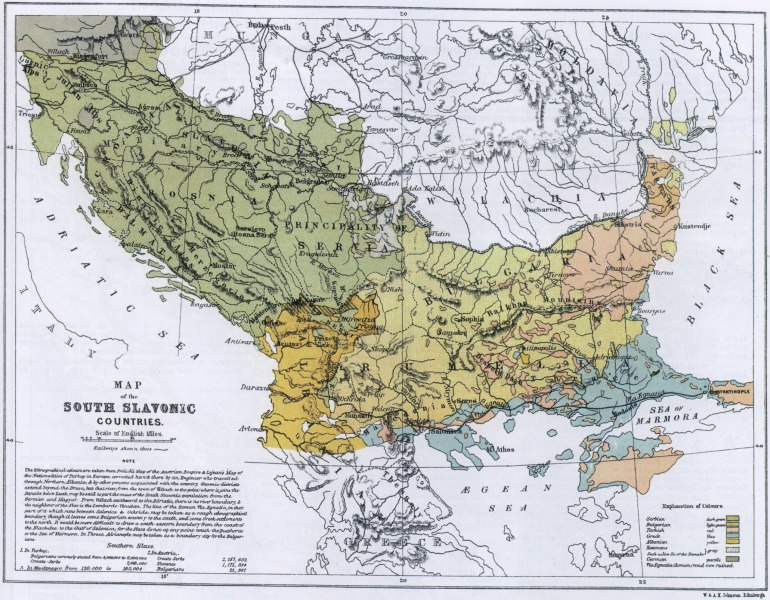
1867
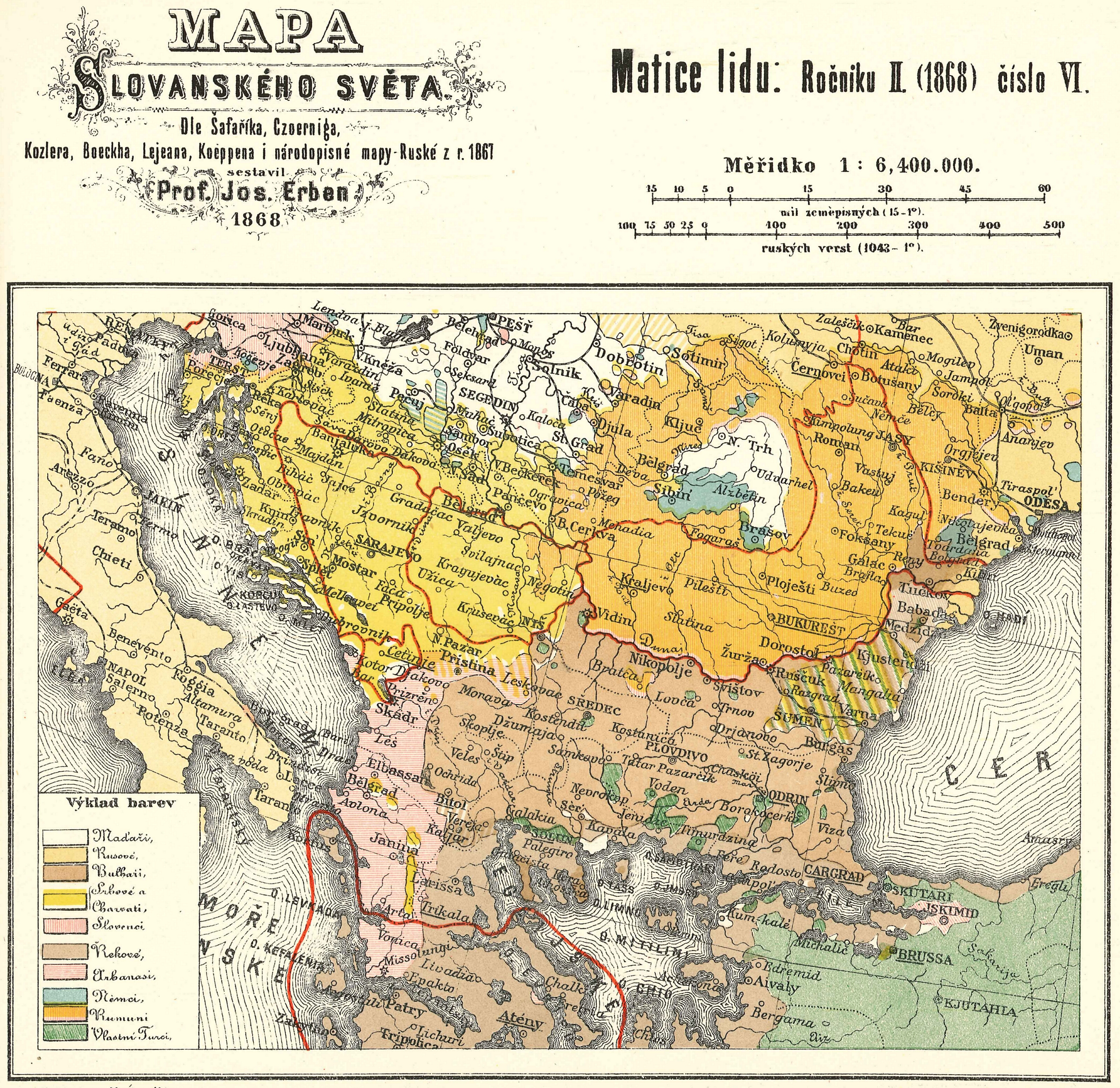
1868
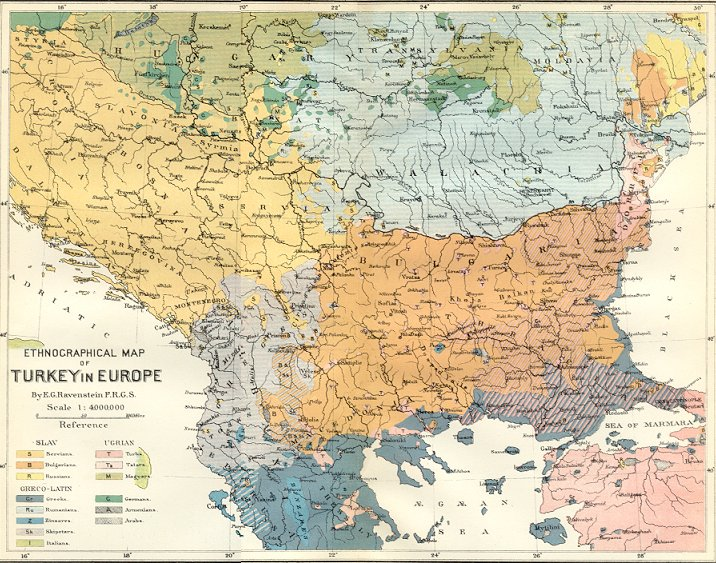
1880
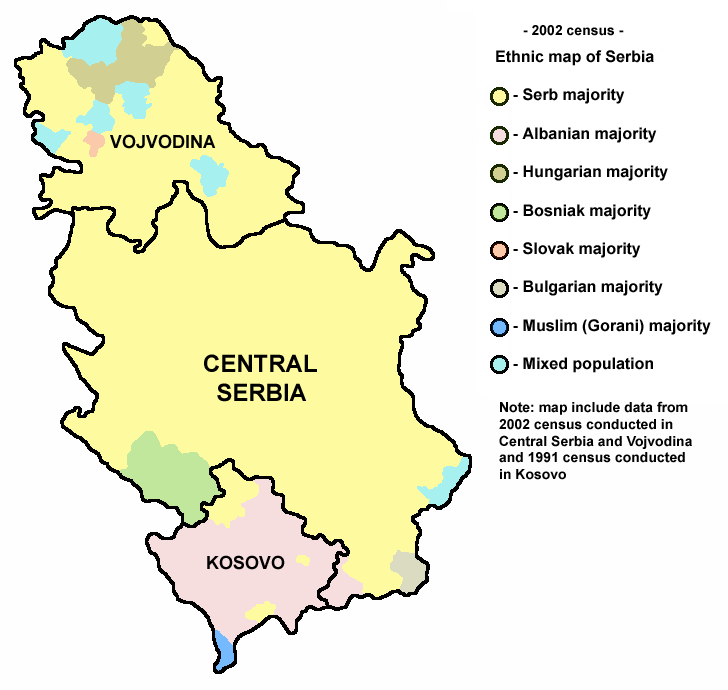
2002
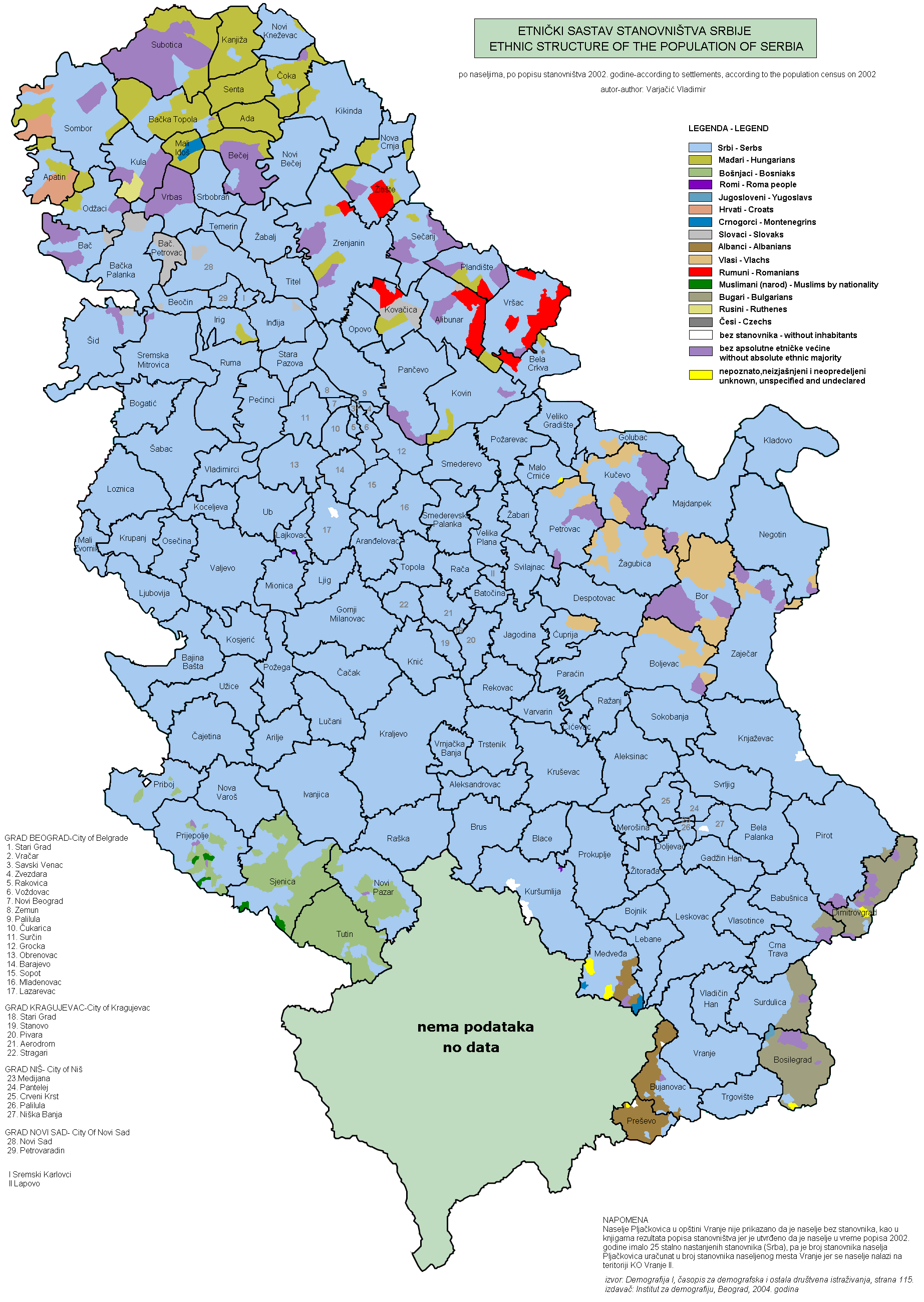
2002